# University of Georgia Women's Volleyball
La University of Georgia Women's Volleyball è la squadra pallavolo femminile appartenente alla University of Georgia, con sede a Athens (Georgia): milita nella Southeastern Conference della NCAA Division I.

## Storia
Il programma di pallavolo femminile della University of Georgia viene fondato nel 1978: un anno dopo si affilia alla Southeastern Conference, di cui si aggiudica un titolo; partecipa inoltre in diverse occasioni al torneo di NCAA Division I, dove raggiunge in tre occasioni (1985, 1986 e 1993) le Sweet sixteen.

## Record
| Piazzamento          |    | Edizione                                          |
| -------------------- | -- | ------------------------------------------------- |
| Tornei NCAA          | 12 | Sweet sixteen: 3 1985, 1986, 1993                 |
| Tornei NCAA          | 12 | Secondo turno: 3 1994, 1995, 2022                 |
| Tornei NCAA          | 12 | Primo turno: 6 1991, 1992, 2004, 2013, 2019, 2023 |
| Titoli di conference | 1  | Southeastern Conference: 1 1985                   |

## Conference
- Southeastern Conference: 1979-

## All-America

### First Team
- Priscilla Pacheco (1993, 1994)

### Second Team
- Nikki Nicholson (1993, 1994)
- Sophie Fischer (2023)

### Third Team
- Alexandra Oquendo (2004)
- Kacie Evans (2022)

## Allenatori
- Sid Feldman: 1978-1988
- Jim Iams: 1989-1999
- Mary Buczek: 2000-2004
- Steffi Legall: 2005-2006
- Joel McCartney: 2007-2010
- Elizabeth Fitzgerald: 2011-2016
- Thomas Black: 2017-